# Спиньо Сатурния
Спѝньо Сату̀рния (на италиански: Spigno Saturnia) е община в Централна Италия, провинция Латина, регион Лацио. Разположена е на 46 m надморска височина. Населението на общината е 2962 души (към 2010 г.).
Административен център е село Spigno Inferiore (Спиньо Инфериоре).